# Antimilitarizmus

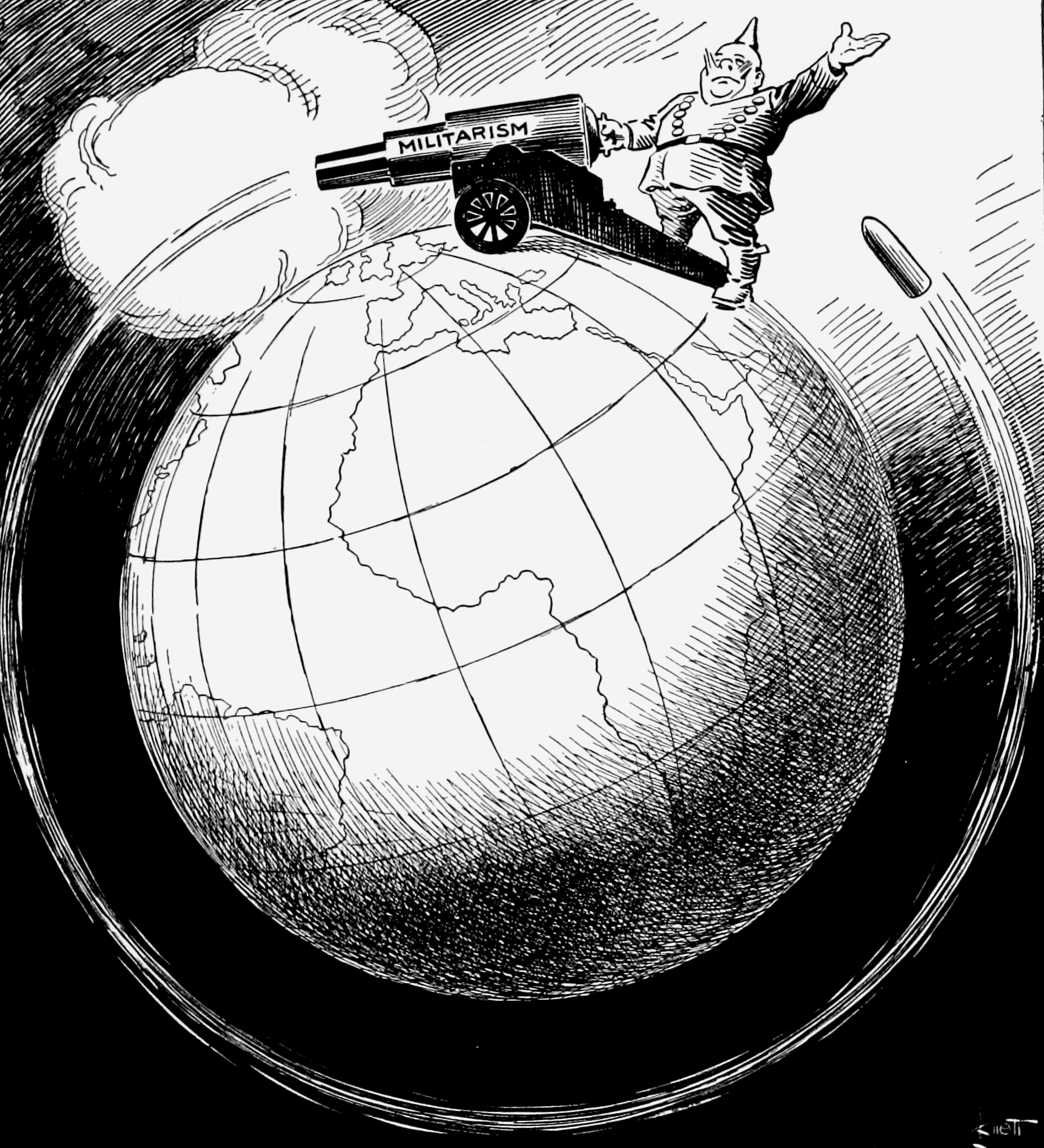
Túllő a célon - II. Vilmos német császárt gúnyoló antimilitarista rajz 1918-ból. Készítette:John F. Knott

Az antimilitarizmus a katonai intézmények ellen és a katonaság megszüntetéséért küzdő irányzat. Az irányzat  követőit antimilitaristáknak nevezzük. Az első jelentősebb antimilitarista mozgalmak az első világháborút megelőzően jöttek létre. Részt vettek benne szociáldemokraták, anarchisták, anarchoszindikalisták. Az antimilitaristák főbb fegyvere az első világháború alatt a szabotázs, illetve tömegtüntetés volt. Mivel a szociáldemokrata pártok a háború pártjára álltak, az antimilitarizmus képviselése a bolsevikok, néhány országban pedig a szociáldemokrata pártok baloldali ellenzékének feladata lett. Martin Ceadel rámutat, hogy az antimilitarizmus időnként azonos a pacifizmussal, azaz általánosan ellenzi a háborút, de a békét - ha szükséges - erővel teremti meg.
Míg az antimilitarista ideológia jellemzően baloldali, mégis tartalmaz kapitalista libertariánus elemeket.

## Az antimilitarizmus Franciaországban

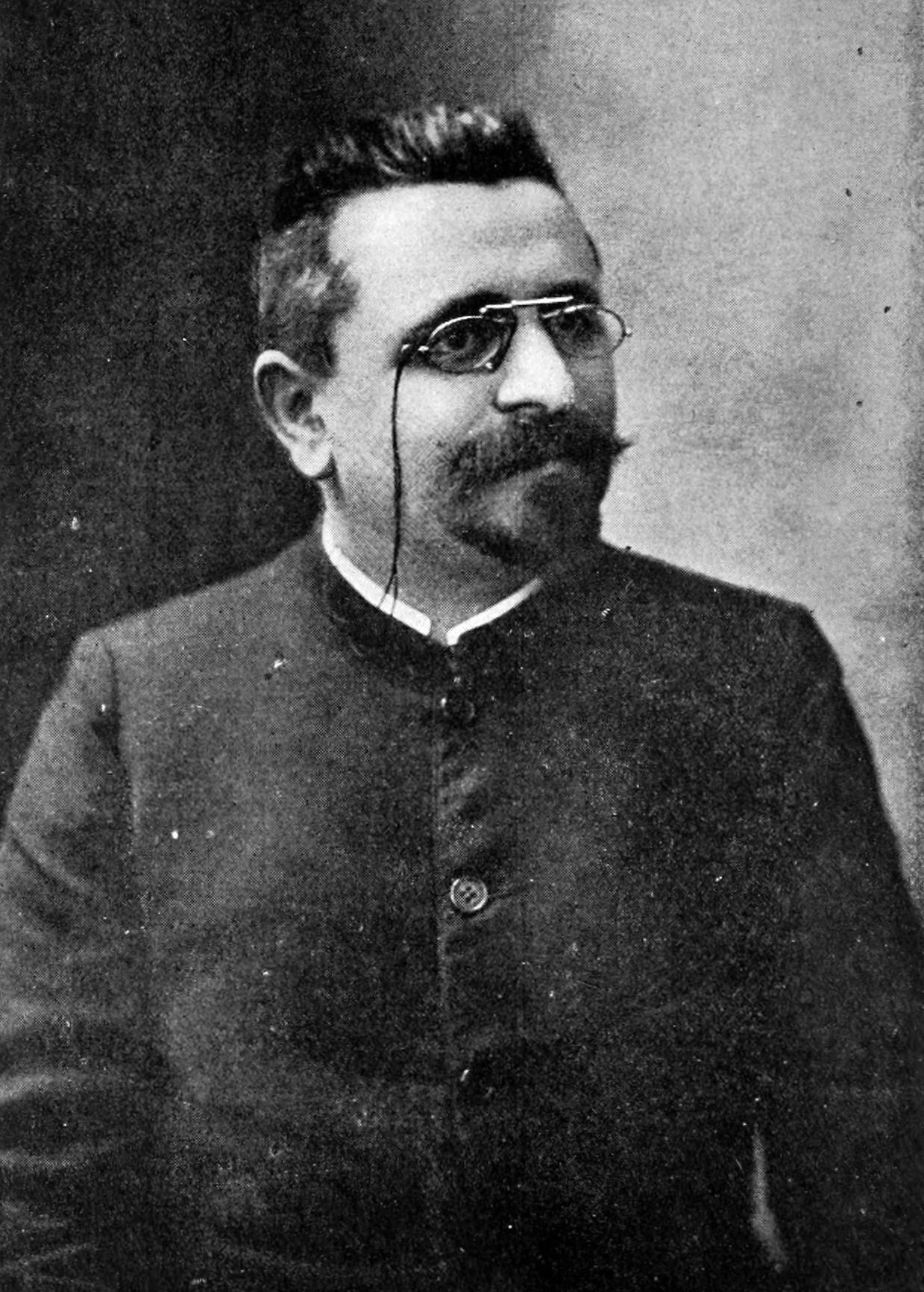
Gustave Hervé

A francia antimilitarizmus egyik kiemelkedő alakja a publicista Gustave Hervé volt. Az általa létrehozott hetilapban a La Guerre socialeban megpróbált hangot adni nézeteinek, ezenfelül szórólapokkal és a hadsereg ellen izgató plakátokkal hívta fel az ország polgárainak figyelmét.

## Az antimilitarizmus Magyarországon
Az első világháború idején Magyarországon antimilitarista álláspontot képviseltek az ún. forradalmi szocialisták. Ide tartozott például az egyetemi diákokból álló Galilei Kör egy csoportja (Duczyńska Ilona, Sugár Tivadar stb.), amely kezdetben Kelen Jolán vezetésével, röplapokon szólította fel a lakosságot a háború ellenzésére; de ilyen antimilitarista eszméket vallottak a Mosolygó Antal által irányított szindikalista munkások "antiimperialista" csoportjai is.
Az ún. Galilei-perben az egyetemi kör vezetőit letartóztatták. Ezután Korvin Ottó lett a mozgalom vezetője. Elszánt antimilitaristákként jelentős szerepet játszottak az őszirózsás forradalom véghezvitelében. Tagjaik közül többen bekapcsolódtak a Magyar Tanácsköztársaság munkájába, majd az illegális kommunista mozgalomba.
Az korabeli értelmiség egy része is figyelte és segítette az antimilitaristák szellemi munkáját. Szabó Ervin vezetői szerephez jutott és részt vett a háború ellenes röpcédulák írásában is. Lakásán gyakran tartottak a körök vezetői tanácskozásokat. Ignotus a Nyugat című irodalmi folyóiratban többször hangot adott háborúellenességének, de Ady Endre is foglalkozott prózai műveiben itthoni és a francia antimilitarizmussal egyaránt.